# William Bengen
William P. Bengen är en pensionerad finansiell rådgivare som formulerade 4%-regeln som en tumregel för uttagstakt för pensionssparande i Bengen (1994); det är benämnt Bengenregeln. Regeln populariserades senare av Trinity-studien (1998), baserad på samma data och liknande analys. Bengen kallade senare denna uttagstakt för SAFEMAX, för ”den maximala säkra historiska uttagstakten”, och reviderade den i Bengen (2006) till 4,5% om skattefri och 4,1% för beskattningsbar. 